# Testemunho da Verdade
O Testemunho da Verdade é o terceiro manuscrito no Códice IX da Biblioteca de Nag Hammadi. A cópia encontrada ali está muito danificada e tão fragmentada que quase não é possível ler e compreender.

## Conteúdo
O texto questiona o poder salvífico do sacrifício de Jesus:
| “ | Os tolos, acreditando em seus corações que se confessarem "Somos cristãos" em palavras apenas mas não com vontade, enquanto se entregam para a morte, não sabendo para onde irão ou quem é Cristo, imaginando que viverão enquanto estão em vivendo um erro, só se apressam em direção aos principados e às autoridades. | ” |

| “ | Mas quando se tornam "perfeitos" com a morte [de mártir], é isto que imaginam ter dentro de si: "Se nos entregarmos à morte em Seu Nome seremos salvos". Não se resolve assim. Porém, pela força das estrelas vagantes eles dizem que "completaram" seu "curso" inútil e [...] dizem, [...]. Mas estes [...] se entregaram... | ” |

O Testemunho da Verdade também conta a história do Jardim do Éden na perspectiva da serpente. Aqui, a serpente, já há muito reconhecida na literatura Gnóstica como o princípio da sabedoria divina, convence Adão e Eva a partilharem do conhecimento enquanto "o Senhor" (vide Demiurgo) os ameaça com a morte, tentando invejosamente impedi-los de alcançar o conhecimento e os expulsando do Paraíso quando eles finalmente conseguem.
Além disso, o texto de Nag Hammadi é importante pois é uma fonte não-patrística sobre os Simonianos, os discípulos do proto-gnóstico Simão Mago. O trecho citado é:
| “ | Eles [não] concordam entre si. Pois os Si[mo]nianos se casam e tem filhos, mas os ...anos se abstém de suas... natureza ... uma paixão ... as gotas de ... os unge ... que nós ... [Uma linha faltando] ... eles concordam entre si ... ele ... eles .... | ” |
|   | — Testemunho da verdade. |   |